# Jean-Baptiste Alliaud
Jean-Baptiste Alliaud, né le 5 mai 1782 à Villeneuve-lès-Avignon et mort le 26 décembre 1865 dans le 5e arrondissement de Paris, est un sculpteur français.

## Biographie
Jean-Baptiste Alliaud naît le 5 mai 1782 à Villeneuve-lès-Avignon du mariage de Jean Baptiste Alexandre Aillaud et de Catherine Cayrane.
Il n'expose qu'une seule fois, en 1847. Il envoie cette année-là, au Salon, deux bustes en marbre et en albâtre, représentant la Paix et l'Abondance, et une statuette en marbre de la princesse Marie d'Orléans, duchesse de Wurtemberg.
Il meurt, en son domicile parisien, le 26 décembre 1865 et est inhumé au cimetière du Père-Lachaise, division 73. Son monument funéraire est orné d'un bas-relief en pierre, au-dessous duquel on lit : « Alliaud statuaire ayant commencé ce tombeau peu de temps avant sa mort, il ne put l'achever. »